# Philipp Heinrich Gerhard Petersen
 Philipp Heinrich Gerhard Petersen (* 6. April 1749 in Bergzabern; † 13. April 1794 in Homburg) war ein deutscher Mediziner.

## Leben
Petersen widmete sich in Göttingen und Straßburg dem Studium der Arzneikunde. Durch Verteidigung seiner Dissertatio inaug. sistens casus ischuriae, ex materia podagrica ad vesicam dilatata (1772) erwarb er sich in Straßburg den Grad eines Doktors der Medizin. Hierauf famulierte er in Kusel und war bereits zehn Jahre später Oberamtsphysikus dieser Stadt sowie Leibmedikus für die herzogliche Residenz Karlsberg und die Jägersburg. Er stand in den Diensten des Herzogs Karl II. August von Pfalz-Zweibrücken. Im Juli 1793 kam es zur Invasion französischer Revolutionstruppen in das Herzogtum, und bereits am 13. April 1794 starb Petersen im Alter von 45 Jahren als Stadt- und Amtsphysikus in Homburg im Westrich, ohne aus seiner Ehe mit der Tochter eines Zweibrücker Kammerrats Nachkommen zu hinterlassen. Wahrscheinlich stand sein frühes Ableben in Verbindung mit dem durch den Krieg herbeigeführten und verbreiteten Faulfieber.
Außer mehreren Aufsätzen in Baldingers Magazin für Ärzte, einzelnen Rezensionen und Dissertationen in anderen Namen geschrieben, übersetzte er aus dem Französischen Philipp Alexander Bachers, eines Arztes der medizinischen Fakultät zu Paris, Untersuchungen über die langwierigen Krankheiten, besonders über die verschiedenen Arten der Wassersuchten und ihre Heilart (Berlin und Stettin 1776). Er erhöhte den Wert dieses Buches durch hinzugefügte Anmerkungen.